# タマズ・ムチェドリゼ
タマズ・ムチェドリゼ（グルジア語: თამაზ მჭედლიძე、グルジア語ラテン翻字: Tamaz Mchedlidze、1993年3月17日 – ）は、ジョージアのラグビーユニオン選手。プロD2のSUアジャンに所属。主たるポジションはウイングおよびセンター。バックローのポジションもカバー可能である。

## クラブ経歴
ムチェドリゼはトビリシの地元クラブ「ウニヴェルシテティ」でラグビー経歴を始めた。彼はジョージア選手権のアルミア所属でプロとなった。2012年に仏トップ14のスタッド・モントワに加入し、道シーズンは欧州チャレンジカップで5試合、トップ14で1試合に出場した。翌2013年、彼はプロD2に昇格したばかりのユニヨン・スポルティーヴ・ブレッサンヌに加入、14試合に出場したもののチームは1年で降格した。2014年夏、ムチェドリゼはプロD2のSUアジャンに移籍。

## 代表歴
ムチェドリゼのジョージア代表デビューは2013年2月2日のラグビー欧州ネイションズカップ、ベルギー代表戦であった。初トライは2013年3月9日のスペイン代表戦であり、彼はこの試合で2トライを挙げた。